# アメリカ軍用チョコレート
アメリカ軍用チョコレート（アメリカぐんようチョコレート、アメリカ英語: United States military chocolate）とは、アメリカ軍が兵士に配給しているチョコレート製品のことである。主に士気高揚とカロリー補給を目的とする。

## 概要
士気高揚の効果も見込まれた、ポケットサイズの高エネルギー非常食として1937年から標準配給品（レーション）のひとつとなり、野戦配給品の一部として支給されている。重量、サイズ、耐熱性の面から軍仕様の特別なロットで製造されており、米軍用チョコレートの大部分は、米国チョコレートメーカー最大手のハーシーが製造していた。
高温下で持ち歩いても簡単に溶けないよう配合が工夫されているが、士気高揚や救援物資として配られる場合には、一般的なチョコレートと味や原材料に大差ない物の包装や形状を変えた程度の物が配給される事もある。Kレーションと通称される第二次世界大戦期のK号携帯非常食には、太い直方体状のハーシー・スイートチョコレートが含まれていた。

### 非常食としての軍用チョコレート
非常用の野戦食としての軍用チョコレートには、以下の要件が求められた。
- 高エネルギー（カロリー）である。
- 軽量小型かつ包装がしっかりしており、携帯に容易である。
- 高温に耐えられる。

歩兵は野外、時に熱帯や砂漠での行動が想定される上、チョコレートをポケットに入れて持ち歩けば身体に密着して体温に晒されるため、チョコレートが溶け出さないよう、特に耐熱性は重要視された。

## ハーシーの挑戦

### Dレーション
アメリカ軍がハーシーに開発を依頼した最初の非常用配給チョコレートバーは、Dレーションバー（Ration D Bar）と通称される「携帯非常食D号」である。1937年4月、アメリカ陸軍需品科のポール・ローガン大佐は、ハーシーにコンタクトを取り、社長ウィリアム・マリーおよび化学部長のサム・ヒンクルに面会した。この提案を聞いた創業者ミルトン・ハーシーは非常に関心を寄せ、レーションDバーの実験生産が始まった。
ローガン大佐は、レーションDバーについて以下の4つの要求を出した。
1. 重量は4オンス（約110グラム）。
2. 食品としてカロリー値が高いこと。
3. 高温に耐えられること。
4. 味は、「茹でたジャガイモよりややマシな程度」であること。

ローガン大佐はチョコレートを非常用食糧と捉えていたので、嗜好品として気軽に食べられないよう「茹でたジャガイモよりややマシな程度」という味の基準を示したとされる。あまりにも美味であると、普段から兵士が食してしまい、本当に必要な時に手元に残っていないという事態を避ける意味合いがあった。後に風味を改善する努力はされたものの、耐熱性を重視した軍用チョコレートが大きな人気を得ることはなかった。

### 新製法
従来のチョコレート製造設備は、液状のチョコレートを備え付けの型に流し込むようになっていたが、砂糖、オート麦粉、ココアバター、脱脂粉乳、人工着香料から成る耐熱性チョコレートは粘ついた糊状で、高温にしてもうまく型に流れなかった。そのため、4オンスずつ計量して練り、手で型に押し込む製法が考案された。
この配合と製法で作られた耐熱性チョコレートは噛み砕くのにやや苦労するほど食感が硬く、色はこげ茶色で、華氏120度（摂氏約48.9度）までの高温に耐えられた。4オンスのチョコレート3個入りパックで、ひとりの兵士が1日に必要とする最低限のエネルギー1,800キロカロリーが補給できることになっていた。

### 製品化
最初に納められた少数の試作品に満足したアメリカ陸軍は、1937年6月にこのレーションDバーを9万本発注し、フィリピン、パナマ、テキサス州のメキシコ国境、その他アメリカ国内各地の基地で実地テストを行った。レーションDバーは発案者の名にちなんで「ローガン・バー」とも呼ばれ、一部は海軍少将リチャード・バードの3回目の南極大陸探検隊の補給品にも加えられた。実地テストは成功し、陸軍はこのチョコレートを不定期ながら発注するようになった。
1941年12月8日、日本軍の真珠湾攻撃を機にアメリカが第二次世界大戦に参戦すると、命令によってレーションDバーは毒ガスにも耐える包装に変更された。1941年から1945年までの間、軍のさまざまな要求を反映して欠陥が改良され、包装は何度も変更された。

### トロピカル・バー
1943年、アメリカ陸軍調達部は、風味を改良しながら高温にも耐えられる菓子タイプのチョコレートは作れないかとハーシーに打診した。ハーシーは短い実験過程の後にハーシーズ・トロピカル・バー（Hershey's Tropical Bar）の生産を始めた。このチョコレートはレーションDバーに比べて、形も風味も一般のチョコレートに近いものだった。
トロピカル・バーの総生産量は、レーションDバーを含めて、大戦中にハーシーの工場が生産した品目中最大であった。甘い風味を残そうとする努力はある程度成功していた。兵士からは「硬くてあまりおいしくない」という声も出ていたが、戦場ですぐに食べられるスナックとして、また物々交換のための物品として重宝された。また各種の疾患が蔓延したビルマの戦場では、衰弱した患者にとって食べやすい唯一のレーションという意味合いで「赤痢レーション」とのあだ名が寄せられた。

### 生産量
1940年から1945年の間、推定30億本を越えるレーションDバーとトロピカル・バーが生産され、世界各地のアメリカ軍兵士に配給された。1939年におけるハーシー工場のレーションバー生産能力は1日10万本だったが、第二次世界大戦終結時には、工場の全生産力をレーションバー製造にあて、1週間に2400万本の大量生産が可能になっていた。ハーシーはレーションDバーとトロピカル・バーの生産において、質・量の両面でアメリカ軍の期待を上回ったとして、大戦全期間にわたる貢献に、5個の陸海軍E号生産賞を授与されている。

## 第二次世界大戦後から現代

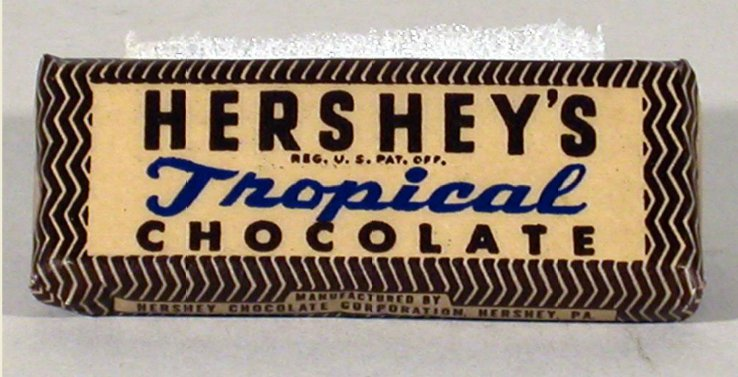
第二次世界大戦時のハーシー・トロピカル・チョコレート

レーションDバーの生産は第二次世界大戦の終結とともに終わったが、トロピカル・バーはアメリカ軍の標準配給品として残り、朝鮮戦争とベトナム戦争でも戦地に送られている。また1971年7月15日には、トロピカル・バーがアポロ15号の宇宙食に採用されて注目を浴びた。
日本では終戦直後に進駐軍が日本人に与えた為に「ギブミーチョコレート」とカタカナ英語で多くの子供たちがチョコレートをねだる姿と共に知られている。兵士個人によるレーションの進呈から慈善事業による配布、日本政府がチョコレート代を支払った事業まで終戦直後の日本で幅広く流通していた。終戦後に進駐軍の基地で荷物運びのアルバイトをしていた西村京太郎は、アメリカ兵はチョコレートなどをくれるなど親切だったと回想しており、大人にも謝礼として配布されていた。
1990年の湾岸戦争における砂漠の盾作戦・砂漠の嵐作戦期間中、ハーシーは新しい耐熱性チョコレートを開発し、デザート・バー（Desert Bar＝砂漠バー）と名づけた。同社はこの新製品のテスト販売として、アメリカ軍部隊に144,000本を出荷している。ハーシーの発表では、このチョコレートは摂氏60度（華氏140度）以上の高温に耐えるとしている。陸軍の複数のスポークスマンがデザート・バーの味はいいと発表したが、兵士たちの反応はまちまちで、デザート・バーが商業生産に入ることはなかった。
アフガニスタンでは、倒れた兵士の荷物を物色した敵兵は特にチョコレートバーを好んで奪っていったという。